# Юйшу-Тибетська автономна префектура
33°00′09″ пн. ш. 97°00′32″ сх. д. / 33.0025° пн. ш. 97.00887° сх. д.
Юйшу-Тибетська автономна префектура (кит. 玉树藏族自治州, пін. Yùshù Zàngzú Zìzhìzhōu; тиб. ཡུལ་ཤུལ་བོད་རིགས་རང་སྐྱོང་ཁུལ།) — адміністративна одиниця другого рівня у складі провінції Цинхай, КНР. Центр префектури — місто Юйшу.
Префектура межує з Тибетським автономним районом на півдні та заході, Сіньцзян-Уйгурським автономним районом на північному заході та провінцією Сичуань на сході.

## Адміністративний поділ
Префектура поділяється на 1 місто та 5 повітів:
| Карта                                  | Карта    | Карта      | Карта         | Карта            |
| -------------------------------------- | -------- | ---------- | ------------- | ---------------- |
| Юйшу Жидо Цзадо Нангчен Чиндо Чумарлеб |          |            |               |                  |
| Статус                                 | Назва    | Китайською | Тибетською    | Населення (2010) |
| Місто                                  | Юйшу     | 玉树市     | ཡུལ་ཤུལ་གྲོང་ཁྱེར།  | 120 447          |
| Повіт                                  | Жидо     | 治多县     | འབྲི་སྟོད་རྫོང་།    | 30 037           |
| Повіт                                  | Нангчен  | 囊谦县     | ནང་ཆེན་རྫོང་།    | 85 825           |
| Повіт                                  | Цзадо    | 杂多县     | རྫ་སྟོད་རྫོང་།     | 58 268           |
| Повіт                                  | Чиндо    | 称多县     | ཁྲི་འདུ་རྫོང་།     | 55 619           |
| Повіт                                  | Чумарлеб | 曲麻莱县   | ཆུ་དམར་ལེབ་རྫོང་། | 28 243           |